# Tim Rice
Sir Timothy Miles Bindon Rice, conegut artísticament com a Tim Rice (Amersham, 10 de novembre del 1944) és un autor anglès de lletres per a musicals, conductor de ràdio i televisió. És cèlebre per haver escrit les lletres de l'òpera-rock Jesus Christ Superstar, del musical Evita -en particular la cançó "No plors per mi, Argentina"- i de la pel·lícula de Disney The Lion King. Durant la seva trajectòria ha estat guardonat amb premis Oscar, Globus d'Or, Tony i Grammy.

## Biografia
Rice va néixer a Amersham, Buckinghamshire, Anglaterra, i realitzà els seus estudis a l'Aldwickbury School, St. Albans School i Lancing College.
S'ha fet molt conegut pel seu treball amb Andrew Lloyd Webber, amb qui va escriure Joseph and the Amazing Technicolor Dreamcoat, Jesus Christ Superstar i Evita, i el seu treball per a Disney amb Elton John per a The Lion King, així com La bella i la bèstia. També ha col·laborat amb Björn Ulvaeus i Benny Andersson al musical Chess.
Fou cofundador del Llibre Guinness d'Èxits Simples Britànics i fou el seu editor des del 1977 fins al 1996. Rice també es dedica al cricket -fou president del Marylebone Cricket Cluben 2002- i a les matemàtiques.

## Teatre musical
- 1967 – Joseph and the Amazing Technicolor Dreamcoat amb música d'Andrew Lloyd Webber
- 1970 – Jesus Christ Superstar amb música d'Andrew Lloyd Webber
- 1976 – Evita amb música d'Andrew Lloyd Webber
- 1983 – Blondel amb música de Stephen Oliver
- 1984 – Chess amb música de Benny Andersson i Björn Ulvaeus
- 1986 – Cricket amb música d'Andrew Lloyd Webber
- 1992 – Tycoon
- 1994 – Beauty and the Beast amb música d'Alan Menken i lletres de Howard Ashman
- 1996 – Heathcliff amb música de John Farrar
- 1997 – The Lion King amb música de Elton John
- 1997 – King David amb música d'Alan Menken
- 2000 – Aida amb música d'Elton John
- 2005 – The Likes of Us amb música d'Andrew Lloyd Webber (escrit el 1965, però estrenat al Sydmonton Festival el 9 de juliol de 2005[2])
- 2011 – The Wizard of Oz amb música d'Andrew Lloyd Webber

## Cinema i televisió
- 1992 - Aladdin amb música de Alan Menken; completà el treball iniciat per Howard Ashman
- 1994 - The Lion King amb música de Elton John, banda sonora de Hans Zimmer
- 1997 - Pippi Longstocking amb música d'Alan Menken, lletres de Stephen Schwartz
- 2000 - The Road to El Dorado amb música d'Elton John, banda sonora de Hans Zimmer i John Powell

## Lletrista
- "It's Easy for You", enregistrat per Elvis Presley al seu àlbum Moody Blue
- "Legal Boys", enregistrat per Elton John al seu àlbum Jump Up!
- "The Golden Boy" and "The Fallen Priest", enregistrades per Freddie Mercury al seu àlbum Barcelona
- 1981 àlbum conceptual 1984 compost per Rick Wakeman i insipirat per la novel·la homònima de George Orwell
- "The Second Time", "The Last One to Leave", "Hot As Sun" i "Falling Down to Earth" per Elaine Paige
- "All Time High", la cançó de la pel·lícula de James Bond Octopussy, escrita amb John Barry i cantada per Rita Coolidge (1983).